# Gaulanitide
La Gaulanitide était une région du Moyen-Orient entre les IIe siècle av. J.-C. et VIIe siècle, prospère en particulier sous l'Antiquité romaine. Elle s'étendait du mont Hermon jusqu'au fleuve Hiéromax (aujourd'hui Yarmouk) avec pour localités principales Panéas (ou Césarée de Philippe), Hippos, Gaulon (Golan, Jawlan, aujourd'hui Saham al-Jawlan) et Gamla, ce qui correspond approximativement à la région actuelle du Golan,,.

## Histoire
À la fin du IIe siècle av. J.-C., l'Empire séleucide qui domine l'actuelle Syrie s'effondre. Hasmonéens, Nabatéens, Ituréens, Hérodiens puis Romains s'affrontent pour le contrôle de la région. Après la victoire romaine, la Gaulanitide est rattachée à la province romaine de Syrie puis partagée entre les provinces de Phénicie et de Palestine. Peu à peu, les cultes païens araméens ou arabes sont remplacés par le christianisme.